# Sometimes a Great Notion
Sometimes A Great Notion (Br.: Uma lição para não se esquecer / pt.: Os Indomáveis), também conhecido em inglês como  Never Give A Inch [sic], é um filme de drama estadunidense de 1970 dirigido e protagonizado por Paul Newman. O roteiro de John Gay baseia-se em romance homônimo de 1964 de autoria de Ken Kesey. Foi o primeiro dos livros desse autor adaptado para o cinema. Filmado no verão de 1970 e lançado na véspera do Ano Novo. Em 18 de dezembro de 2012, Shout! Factory lançou o filme em blu-ray.

## Elenco
- Paul Newman...Hank Stamper
- Henry Fonda...Henry Stamper
- Lee Remick...Viv Stamper
- Michael Sarrazin...Leland Stamper
- Richard Jaeckel...Joe Ben Stamper
- Linda Lawson...Jan Stamper
- Cliff Potts...Andy Stamper
- Roy Jenson...Howie Elwood
- Joe Maross...Floyd Evenwrite

## Sinopse
Uma companhia familiar de madeireiros de Wakonda no Oregon enfrenta dificuldades quando o sindicato local decreta greve contra um poderoso conglomerado que transporta as toras da região. A família não pertence ao sindicato e não adere a greve, o que enfurece os demais trabalhadores que a consideram traidora. Hank e seu irmão Joe Ben continuam com as atividades mesmo com a pressão sofrida e com a invalidez temporária do pai Henry que ficou com um dos braços engessado devido a acidente no trabalho. Nesse momento chega Leland, filho mais novo de Henry que fora embora levado pela mãe recém-falecida (se suicidou) e apesar do rancor contra o pai e de não estar acostumado com o trabalho pesado, resolve ficar e ajudar a família.

## Produção
Sam Peckinpah e Budd Boetticher se interessaram em adaptar para o cinema a história mas Richard A. Colla assinou para dirigir o filme em maio de 1970. Cinco semanas depois de iniciados os trabalhos, Colla abandonou a produção alegando diferenças artísticas com os iluminadores e que precisava de uma cirurgia na garganta. Paul Newman quebrou o tornozelo e como coprodutor executivo considerou substituir Colla por George Roy Hill, que não aceitou. Newman assumiu a direção duas semanas depois.
A ficitícia comunidade de Wakonda, foi filmada em diferentes locações no Condado de Lincoln, ao longo da Costa do Oregon: Kernville e outros locais à beira do Rio Siletz (onde ficou a Casa dos Stamper), bem como Yaquina Bay, Rio Yaquina e a cidade de Newport, onde muitas cenas tomaram lugar no Restaurante do Mo.
A canção-tema do filme, "All His Children", foi escrita por Alan e Marilyn Bergman com música de Henry Mancini. É interpretada por Charley Pride.
O filme foi o primeiro programa da HBO, indo ao ar menos de dois anos de ter sido exibido nos cinemas. Na televisão americana comercial só foi exibido em 1977, com o título mudado para Never Give A(n) Inch [sic] algo como "nunca ceda uma polegada sequer", em referência ao lema da família Stamper cujo significado próximo é "não dê a mão que vão querer o braço".

## Prêmios e indicações
Richard Jaeckel foi indicado ao Óscar como "Melhor Ator Coadjuvante" mas perdeu para Ben Johnson de The Last Picture Show. Alan e Marilyn Bergman e Henry Mancini também foram indicados na categoria de "Melhor Canção Original" mas perderam para Isaac Hayes de Shaft.